# サイクロンフィーバー

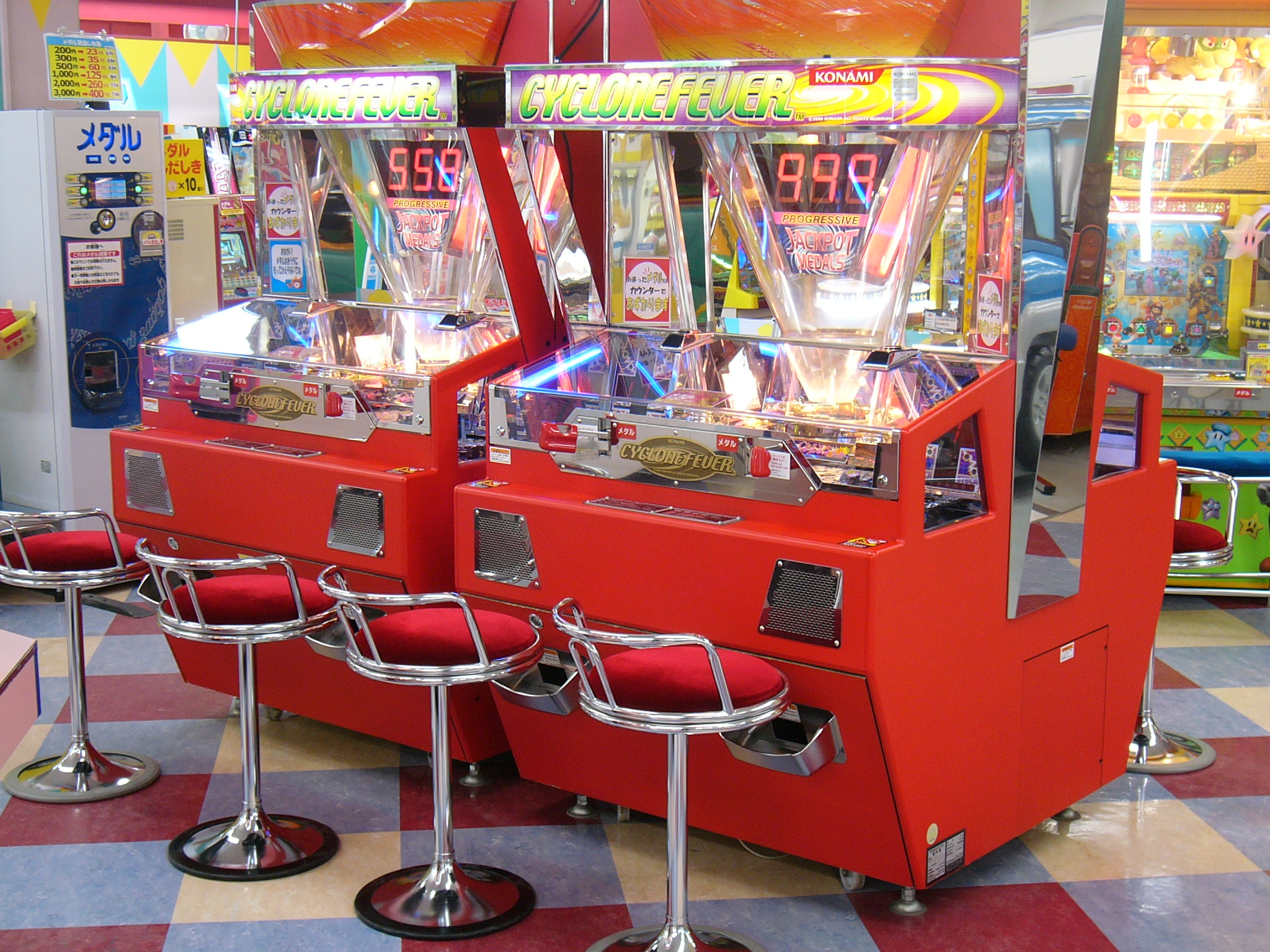
サイクロンフィーバー

『サイクロンフィーバー』 (CYCLONE FEVER) は、2000年に稼働を開始したコナミのメダルゲームである。

## 概要
1995年に稼動したメダルゲームの前作『ミリオンフィーバー』の後継機。フィーバーシリーズ第2弾。
筐体1台につき4人まで同時にプレー可能な、中型のマス型プッシャーゲームである。1台ごとに4つのステーションがあり、1箇所ずつ投入口がある。基本的には、筐体を2台連結させて最大8人まで同時にプレーできるようになっている。
中央のメダル皿から一気にメダルが払い出されるギミックは、前作を継承しているが、演出がさらにパワーアップした。筐体の中央に、円錐の形をした「サイクロンスパイラル」があり、このスパイラルの中を通してメダルを払い出し用の皿に補充する。
その他、大量メダル獲得の可能性を持つ「プログレッシブJACKPOT」や、縦に積み上げられたメダルが払い出される「タワーボーナス」など、プレイヤーを魅了する要素を多数追加し、当初は数多くの店舗で稼動していた。
発売から20年が過ぎた2020年現在では、大型メダルゲームや後継機種の普及に伴い、撤去された店舗がほとんどで､稀に稼働させている店舗がある。

## 遊び方
メダルの落下口奥にスロットを回転させるためのSTARTチェッカーがあり、ここにメダルが入るとスロットが回転する。チェッカーに入ったメダルも筐体下部の払い出し口に払い出される。
チャンスプレート
メダルがチェッカーへ入るかどうかを左右する、メダルの落下口部分にあるプレート。通常の状態だと、プレートの中心部分が奥のSTARTチェッカーへの坂になっているのに対し、その両側が単なる落下口（手前）への坂になっている。
チャンスチェッカー
上のプッシャーテーブルにあり、ここをメダルが通過すると、チャンスプレートが一定時間回転した状態になる。この間は、プレート中心部が手前方向、その両側がSTARTチェッカー方向の坂になるため、メダルがSTARTチェッカーに入りやすくなる。

## スロット
スロットは、7セグメントディスプレイを利用した巨大な十字型のスロット。最大8回転まで保留可能で、保留回転数はSTOCKランプで示される。
通常時は赤い横ラインのスロットのみが有効だが、確変に突入すると緑色の縦のスロットも有効になる。縦横のスロットが同時に同じ絵柄で当選すると、払い出しが通常の2倍になる。
222 / 444 / 666 / 888
通常当たり。中央のメダル皿が高速回転し、約50 - 60枚のメダルが遠心力によってプッシャーフィールドに払い出される。
111 / 333 / 555 / 999
確変当たり。通常当たりと同様にメダルが払い出され、確変モードに突入する（縦のスロットが有効になる）。継続は次の当選まで。
FFF
スーパータワーボーナス。当選すると、3つ分のタワーボーナス（後述）が払い出される。
777
プログレッシブJACKPOT。当選すると、筐体中央のサイクロンスパイラル上部に表示されている枚数が払い出される。この枚数は連結している全ての筐体に共通してカウントされ、最高999枚。これを獲得すると枚数は初期設定（一般的には200枚）に戻る。ダブルライン当選で最高1998枚のメダルが獲得できる。

## タワーボーナス
スロットにおいてリーチに外れた場合、ステーションごとに表示されているタワーステップが1つ進む。ステップが5つになるとタワーボーナスとなり、プッシャーフィールド下段に、約25枚のメダルが縦に積み上げられたメダルタワーが払い出される（メダルタワーの払い出し中は、サイレンが鳴り響き、該当する筐体の全ステーションのプッシャーが一定時間ストップする）。
また、スロットで当選するスーパータワーボーナスは、タワーステップに関係無く、メダルタワーが3つ続けて払い出される。

## フィーバーシリーズ
- ミリオンフィーバー - 第1弾。1995年稼動。遠心力によるメダルの払い出しはこの機種から継承された。
- ライオンフィーバー - 第3弾。2002年稼動。メダルタワーが継承された。
- ファンタジックフィーバー - 第4弾。2003年稼働。横に移動するプッシャーが継承された。
- スピンフィーバー - 第5弾。2007年秋稼動。初代(オンライン版)では本作のリーチ演出が出現することがあった。
- マーブルフィーバー - 第6弾。2017年稼働。ゲーム内ポイントを貯めると一部BGMを本作のものに変更することが可能。
- スマッシュスタジアム - 第7弾。2020年春稼働。